# Edward Wotton
Edward Wotton (Oxford, 1492 – Londra, 5 ottobre 1555) è stato un medico inglese.
Gli si accredita un importante contributo alla nascita dello studio moderno della zoologia, effettuato con la separazione di molte delle informazioni scientifiche dalle aggiunte fantasiose e folcloristiche con cui queste si erano contaminate nel tempo.